# Пам'ятник Тарасові Шевченку (Шахти)
Пам'ятник Тарасу Шевченку — пам'ятник, встановлений у російському місті Шахти на Ростовщині (Східний Донбас) в пам'ять про українського поета і прозаїка Тараса Григоровича Шевченка.

## Історія
У 1972 році на вході до Олександрівського парку в Шахтах Ростовської області відкрили пам'ятник Т. Г. Шевченку. Ось як місцева газета описала відкриття пам'ятника 18 березня 1972 року.
|  | «Вулиця імені Тараса Григоровича Шевченка — одна з найстаріших у нашому місті. Для багатьох тисяч людських доль вона стала початком біографії. Раніше вона називалася Степовою, тому що відразу за нею починався степ. Потім — Пушкінською, але більшість шахтинців її пам'ятає і знає як вулицю Шевченка. А сьогодні споруджено пам'ятник Тарасу Григоровичу Шевченку. Створений з ініціативи та на кошти жителів Ленінського району (зароблені на суботниках), цей пам'ятник — символ непорушного братерства двох народів — російського і українського». |

Але на початку 1990-х його демонтували, а на його місці з'явився фонтан (за іншими даними — адміністрація міста Шахти, яка складалася переважно з представників партії «Єдина Росія», ухвалила у 2008 році рішення про знесення бюста Тараса Шевченка у центрі міста та встановлення замість нього фонтану).

## Сучасний пам'ятник
У 2011 році ініціативна група жителів міста Шахти звернулася до міської адміністрації з проханням відновити пам'ятник. Ідею підтримав мер міста. Усі фінансові питання з упорядкування погруддя та його встановлення вирішувались коштом депутатів міської Думи, адміністрації та самих громадян. У 2012 році пам'ятник поетові було відновлено, але на новому місці — біля краєзнавчого музею, розташований вздовж вулиці Шевченка, 149. Під час урочистих заходів з відкриттям відреставрованого пам'ятника Тарасові Шевченку мер міста Шахти сказав такі слова:
|  | «Я дуже сподіваюся, що кожен, хто відвідає відкриття пам'ятника Т. Г. Шевченку, відкриє нові грані його творіння або просто почне знайомство з його великими літературними працями» |

У 2014 році біля пам'ятника проходили урочисті заходи в Шахтах, присвячені 200-річчю від дня народження українського поета.